# Vosne-Romanée
Vosne-Romanée – miejscowość i gmina we Francji, w regionie Burgundia-Franche-Comté, w departamencie Côte-d’Or.
Według danych na rok 1990 gminę zamieszkiwały 464 osoby, a gęstość zaludnienia wynosiła 126 osób/km² (wśród 2044 gmin Burgundii Vosne-Romanée plasuje się na 485. miejscu pod względem liczby ludności, natomiast pod względem powierzchni na miejscu 1303.).